# Hans Carlsten
Hans Carlsten, född 1954, är en svensk läkare och professor i reumatologi. 
Carlsten disputerade 1990 på avhandlingen Systemic lupus erythematosus: immunity, genetics and sex hormones in murine models. Han är sedan 2002 professor i reumatologi vid Sahlgrenska akademin vid Göteborgs universitet och överläkare vid Sahlgrenska Universitetssjukhuset i Göteborg. Han tilldelades 2009 Nanna Svartz stipendium för framstående insatser inom den reumatologiska forskningen. Carlstens forskningsarbete innefattar såväl laboratoriestudier som patientnära klinisk forskning. Han har publicerat flera artiklar i erkända medicinska tidskrifter. På universitetet har han varit föreläsare och organiserat ett flertal kurser i basal och tillämpad reumatologi. Han har också fungerat som huvudhandledare för ett flertal disputerande doktorander.